# Eugenio Montale
Eugenio Montale (12 października 1896 w Genui, zm. 12 września 1981 w Mediolanie) – włoski eseista, krytyk literacki, poeta, polityk, tłumacz. Laureat Nagrody Nobla w dziedzinie literatury za rok 1975.
Jako młody człowiek przygotowywał się do zawodu śpiewaka operowego. Służył w armii w czasie I wojny światowej. W 1927 przeniósł się z Genui do Florencji, gdzie przyłączył się do literackiego ruchu hermetyków, poezji, w której częsta była świadoma niejasność sensu, a w języku dominowały wypowiedzi nominalne i wieloznaczność. W 1938 zwolniono go ze stanowiska dyrektora biblioteki Gabinetto Vieusseux Library we Florencji za poglądy antyfaszystowskie. W 1948 został krytykiem literackim gazety Corriere della Sera. Od 1967 zasiadał w senacie włoskim.
Eseje Montale wywarły znaczny wpływ na środowisko włoskich intelektualistów. Przekładał m.in. utwory Williama Szekspira, Pierre’a Corneille’a i T.S. Eliota. Jako krytyk odkrył twórczość I. Sveva.

## Dzieła
- Skorupy mątwy (Ossi di Seppia, 1925)[2][3]
- Okazje (Le occasioni, 1939)
- Finisterre (1943)
- Quaderno di Traduzioni (1948)
- Burza i inne wiersze (La bufera e altro, 1956)
- Satura (1962-70)
- Xenia (1963)
- Dziennik z lat 71. i 72
- Zeszyt z czterech lat (1977)
- Inne wiersze (1980)
- Poezje wybrane (1987)

## Przekłady
Na język polski wiersze Eugenia Montale tłumaczyli Anna Cierniakówna, Cezary Geroń, Elżbieta Jamrozik, Anna Kamieńska, Radosław Kłos, Urszula Kozioł, Zygmunt Kubiak, Władysław Lark, Zygmunt Ławrynowicz, Artur Międzyrzecki, Jarosław Mikołajewski i Renata Wojdan. 